# بخش مراقبت‌های ویژه قلبی

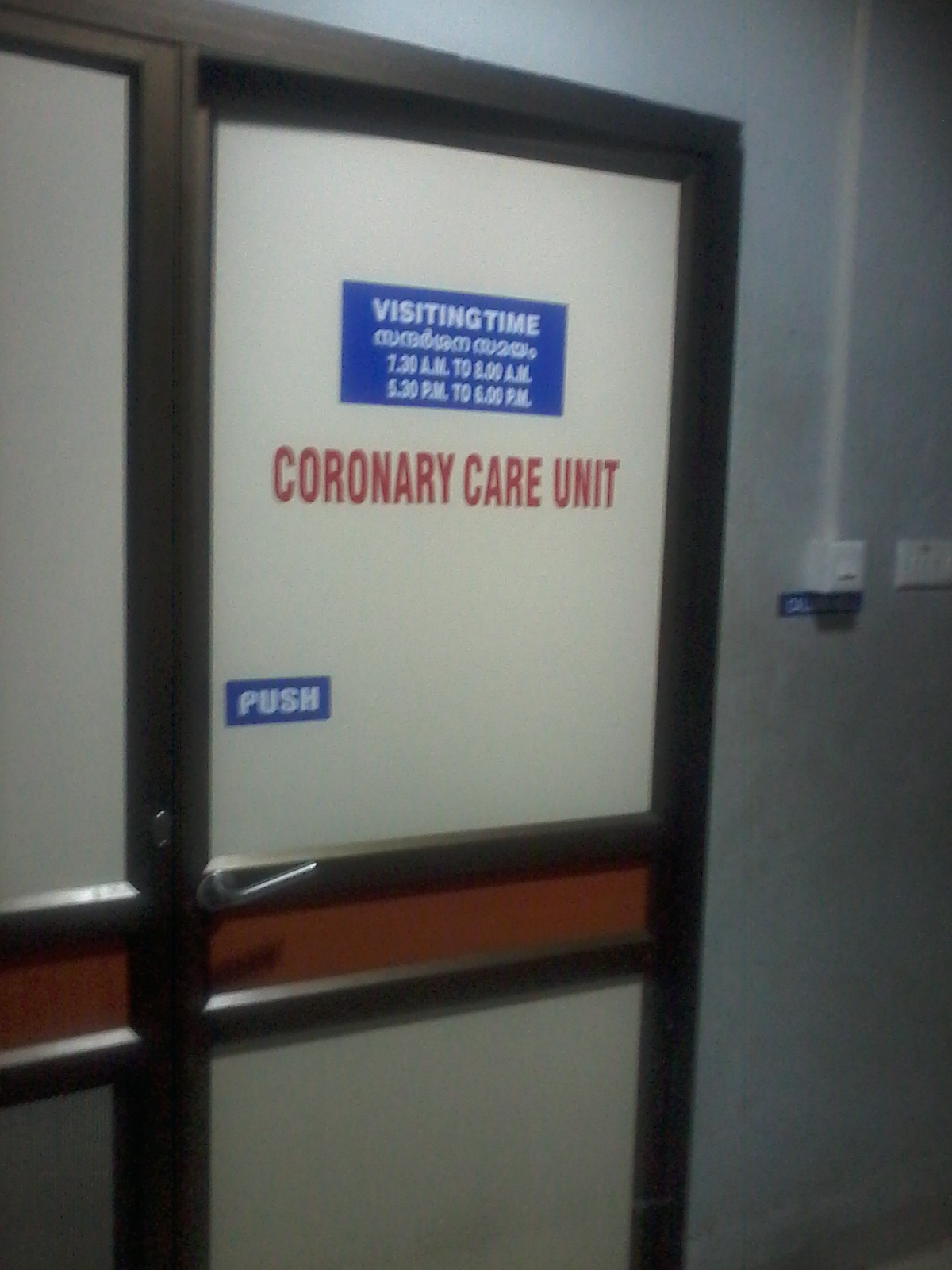
در منتهی به سی‌سی‌یو در کرالا

بخش مراقبت‌های ویژهٔ قلبی یا سی‌سی‌یو (CCU) (به انگلیسی: Coronary care unit) بخشی از بیمارستان است که به مراقبت‌های ویژه پزشکی برای بیماران دچار مشکلات قلبی می‌پردازد. بیماران بستری شده در سی‌سی‌یو دارای بیماری قلبی-عروقی از جمله حملات قلبی، آنژین ناپایدار، دیس ریتمی قلب و سایر بیماری‌های قلبی هستند و نیاز به نظارت و درمان تخصصی و مداوم دارند. سی‌سی‌یو معمولاً دارای تجهیزات دوری‌سنجی بیماری‌های قلبی از جمله الکتروکاردیوگراف برای تهیهٔ نوار قلب، الکتروشوک قلبی، دستگاه تنفس مکانیکی و بالن‌های قلبی آئورتی هستند.